# Floricienta (Colômbia)
Floricienta foi uma telenovela colombiana produzida pelo canal RCN e exibida na Colômbia entre 8 de agosto de 2006 a 20 de março de 2007. Exibida inicialmente as 20h, foi mudada de horário posteriormente para as 18h.
Contou com Mónica Uribe e Gonzalo Revoredo como protagonistas e Natália Duran e Marcela Agudelo como antagonistas centrais.
Floricienta é um remake da telenovela Argentina homônima produzida pelas produtoras RGB Entertainment e Cris Morena Group para o Canal 13 e exibida entre 2004 e 2005. Além da versão Colombiana, a novela foi adaptada no Brasil, Portugal, Chile, México. A versão colombiana foi a única versão a manter o nome original da telenovela e também a primeira a ter somente uma temporada.
A Novela foi produzida por Toni Navia, devido ao desempenho mediano acabou no capítulo 136 que corresponde à metade da novela Argentina. Contudo, perto do seu final, a novela sofreu mudanças de horário e obteve altas audiências na sua fase final, sendo os seus episódios finais um pouco diferentes da história original, em especial nos arcos paralelos, isto é, personagens secundárias.
A Novela originalmente era emitida as 20:00 de segunda a sexta, após, vários maus resultados foi passada para as 18:00 em menos de 1 mês e meio de exibição, e na sua fase final voltou a mudar de horário. 
A Novela foi gravada na localidade de Chia, onde se localizava a mansão e em Bogotá para todos os outros cenários, em pleno Inverno. Mónica Uribe (Flor), tinha de retocar de 2 em 2 semanas as raízes do seu cabelo para castanho claro, assim como outras personagens tais como Martín, interpretado por Javier Ramirez.
Dia 14 de Julho de 2006, antes da estreia foi realizado um desfile de moda com o tema Floricienta produzido pela RCN, com a estilista María Adelaida Penagos. Também uma conferência para a imprensa assim como duas semanas após a estreia algumas atrizes de Floricienta incluíndo Mónica e Natália foram a um centro comercial responder a perguntar de crianças.
Em entrevista em 2007, Gonzalo Revoredo afirmou que assinou um contrato com a RCN para uma tour, algo que não veio a acontecer assim como o merchandising oficial da novela que já estava acordado com a Argentina RGB. Mónica disse "A ideia é criar todo o mundo de Floricienta, os discos, as peças de teatro e os acessórios". Tudo isto não se realizou devido à falta de patrocinadores e empenho da produtora em lançar produtor oficiais. 
A Novela teve uma trilha sonora diferente, com remixagens e novos instrumentos como Saxofone,esta versão também incluiu duas músicas da segunda temporada (Hay un Cuento e Flores Amarillas, esta úitima apenas em melodia) da novela original. Contou com 2 temas inéditos, um cantado por Flor e outro por Franco.
Durante o começo da sua exibição, alguns fans colocavam as chamadas diárias da novela no YouTube e alguns capítulos.
Apesar de ter conseguido em certas alturas altos ratings de audiência, foi uma novela que passou despercebida pela televisão colombiana.
A Novela tinha um site oficial onde haviam fotos exclusivas de bastidores, cenas para download e chamadas da novela como também wallpapers para download e resumos dos capitulos da semana.
Os erros de gravação da novela assim como os bastidores eram gravados e emitidos no programa Estilo RCN no final da semana, assim como de outras novelas do canal. O programa tinha várias apresentadoras incluindo a atriz Natália Duran que era Delfina nessa versão. Também o espectador tinha acesso a avanços exclusivos da semana seguinte e alguns atores incluindo Mónica Uribe foram ao programa ser entrevistados.
No dia 17 de Novembro de 2019 a novela começou a ser repetida na RCN, no horário da 1 às 3 da manhã, terminando no dia 28 de Maio de 2020.

## Sinopse
Uma garota chamada Florencia Fazzarino, mais conhecida como Flor, vive uma verdadeira história de Cinderela, com direito a fada madrinha, príncipe e tudo! Flor, que vive humildemente com sua madrinha Titina, não sabe, mas é herdeira de uma grande fortuna, só que riqueza não é o que a interessa, mas sim o amor, e fazer sucesso junto com Manga, Nata, Clara e Chacho, na sua banda Floricienta y los del Barrio. Já Federico Fritzenwalden, o príncipe, é milionário, mas infeliz, pois perdeu seus pais e, como irmão mais velho, é responsável pelo controle das empresas e da educação de seus irmãos mais novos: os gêmeos Franco e Nicolás, Maia, Martin e Tomás. Assim, Federico tem que se resignar diante sua nova realidade e desistir dos seus sonhos e acaba se tonando um homem frio e rígido.
Flor acaba sendo contratada como ajudante da governanta da Mansão Fritzenwalden e vivendo nesse "castelo" Flor acaba despertando em cada um dos irmãos Fritzenwalden o desejo de viver uma realidade diferente daquela planejada por Federico. Flor aos poucos vai conseguindo amolecer o coração de Federico e também conquistando seu amor, porém esse amor terá obstáculos como Delfina Santillán e sua mãe, Malala, que nem imaginam que Florencia faz parte do passado dos Santillán.
Na sua fase final, Fede abandona Delfina no altar. Franco começa a ser conquistado pela mulher de um mafioso, este fica com ciúmes e manda raptar Franco e Flor que lá estava também é raptada. Fede foge e resgata o irmão e a amada. No carro em que seguiam dá-se um acidente e Flor perde a memória.
Apesar de nos arcos principais seguir até ao seu fim a história da versão original, os casais secundários foram alterados, no fim Maia fica com Chacho e não com Matías, este dá a indicação que fica com Clara, Franco fica com Nata, Nico com Valentina, e mantendo o rumo da original Sofia com Manga.
No Capitulo Final, Fede e Flor casam ao som de “Hay un Cuento” e são levados por uma carruagem. Delfina e Malala são expulsas da mansão Fritzenwalden e vivem como pedintes nas ruas de Bógota, sendo no fim perseguidas pela policia. Por fim, Flor revela estar grávida e os dois ficam juntos.

## Elenco
- Mónica Uribe - Florencia "Flor" Fazzarino
- Gonzalo Revoredo - Federico Fritzenwalden
- Natália Duran - Delfina Santillán
- Marcela Agudelo - Maria Laura "Malala" Torres Obviedo
- Carlos Torres - Franco Fritzenwalden
- Juan Alejandro Gaviria - Nicolás Fritzenwalden
- Maria Tereza Barreto - Maia Fritzenwalden
- Javier Jamirez - Martin Fritzenwalden
- Jose Julian Gaviria - Tomás Fritzenwalden
- Mile Vergara - Terecita "Titina" Ramos
- George Slebi - Damian "Manga" Ramos
- Cecilia Navia - Sofia Santillán
- Maria Elisa Camargo - Natalia "Nata"
- Diana Patricia Oyos - Clara
- Élmer Valenzuela - Chacho
- Lucia Reginfo - Greta
- Fabian Ríos - Pedro
- Tirza Pacheco - Amalia
- Juan Pablo Espinosa - Gonzalo
- Luz de Sol Neísa - Valentina
- Heidy Bermudez - Marcela
- Juan Manuel Mendoza - Matias
- Gary Forero - Lorenzo
- Andrés Mercado - Richie
- Felipe Calero - Julián

## Desempenho
Em entrevista em 2007, Gonzalo Revoredo afirmou que assinou um contrato com a RCN para uma tour, algo que não veio a acontecer assim como o merchandising oficial da novela que já estava acordado com a Argentina RGB. Mónica disse "A ideia é criar todo o mundo de Floricienta, os discos, as peças de teatro e os acessórios". Tudo isto não se realizou devido ao fraquíssimo desempenho do remake. 
A novela já estava com muita antecedência nas gravações face à sua exibição, logo quando os primeiros dados pouco animadores foram revelados pelas audiências. Consequentemente muda de horário, passa das 20:00 para as 18:00, aí encontrou um horário melhor, para o público a que se destinava, e embora não tivesse resultados ótimos rondava os 14% de rating.
Um dos factores para o insucesso foi o facto da marca Floricienta já estar muito marcada no país com a versão argentina, que já era lá emitida e com imensos fãs, muitos jovens e o público em geral deram uma oportunidade mas sentiram ser mais fraca que a original e mais pobre o que fez com que houvesse desinteresse por parte do público. Outro grande factor foi a produtora FOX Telecolombia não ter tido empenho em lançar produtos, e adiar o lançamento dos mesmos alegando falta de patrocinadores.
Com as gravações há muito terminadas, a novela teve novamente que mudar de horário, e os último capítulos atingiram audiências altíssimas, tendo a RCN apostado forte na promoção dos últimos capítulos, tendo sido esses os mais partilhados e comentados na altura na Internet.

## Prêmios e Nomeações

### Prêmios TVyNovelas (Colômbia)
| Ano  | Categoria                          | Indicação | Resultado |
| ---- | ---------------------------------- | --------- | --------- |
| 2007 | Serie, seriado o unitario favorito | RCN       | Indicada  |

## Ficha técnica
- Ideia original: Cris Morena
- Roteiro original: Gabriela Fiore e Solange Keoleyán
- Adaptação de Roteiro: Diego Vavanco, Andrés Guevara e Ana Fernanda Martinez
- Direção de Fotografia: Carlos Gómez
- Direção de Arte: Ricardo Murphy
- Edição: Silvia Ayala,Alvaro Caballero
- Publicidade: In House Agency RCN
- Figurino: Nelson Forero, Rosita Cabal, Miau
- Música Incidental: Juan Gabriel Turbay
- Música Original: Cristina de Giacomi
- Produção executiva: Amparo López
- Chefe de Produção: Enrique Afanador
- Assistente de Direção: Gonzalo Pietro
- Direção geral: Tony Navia e Julio César Romero
- Realização: Telecolombia S.A.

## Versões Internacionais
Produzida em 2006, a versão colombiana foi o terceiro remake da telenovela argentina Floricienta, segue as versões:
 Argentina - Floricienta - 2004/2005 - Protagonizada por Florencia Bertotti, Juan Gil Navarro e Fábio Di Tomaso a telenovela contou com duas temporadas de sucesso.
 Brasil - Floribella - 2005/2006 - Protagonizada por Juliana Silveira, Roger Gobeth e Mário Frias, foi a primeira versão internacional da novela com duas temporadas.
Portugal - Floribella - 2006/2008 - Protagonizada por Luciana Abreu, Diogo Amaral e Ricardo Pereira, teve duas temporadas.
Chile - Floribella - 2006 - Protagonizada por Mariana Derderián e Cristian Arriagada foi a segunda versão a ter uma temporada.
 México - Lola, Érase Una Vez - 2007 - Protagonizada por Eiza González e Aarón Diaz, teve uma temporada.